# The Sims: Makin’ Magic
The Sims: Makin’ Magic — седьмое дополнение для симулятора жизни The Sims, разработанное Maxis и изданное Electronic Arts. Дополнение вводит возможность заниматься цирковыми трюками и магией. Персонаж-маг может варить зелья и собирать ингредиенты для зелий и заклинаний. Он должен бережно относиться к магии, так как её применение может привести к неприятным и даже опасным последствиям. Выход состоялся 28 октября 2003 года. 
При разработке Makin’ Magic, команда стремилась опробовать пределы игрового движка The Sims, при этом магия по прежнему должна была вписываться в мир современного американского пригорода. Разработчики также стремились избегать сходства со вселенной Гарри Поттера.
Дополнение было в целом встречено тепло критиками, которые заметили, что Makin’ Magic чувствуется уникальным в сравнении с предыдущими дополнениями к The Sims и добавляет много нового игрового процесса, однако в качестве главного недостатка, рецензенты указали на сильно устаревшую графику по состоянию на 2003 год.

## Игровой процесс

Изображение игрового процесса

Дополнение вводит множество предметов, связанных с магией. Сим может заниматься сбором предметов и с помощью них совершать разные заклинания, или же варить зелья. Дополнение предлагает множество разных заклинаний, от влияния на настроение и отношения, до улучшения жизни, например создание пищи или автоматический полив растений, или же превращение людей в иные формы жизни, например в вампира, или жабу. Каждый сим получает магический набор, сим должен сам выяснить, как работает каждое заклинание. Колдовство таит в себе и опасности, если сим не будет выполнять все условия для заклинания, или не обладает необходимыми навыками, заклинание приведёт в неприятным или забавным последствиям, например к получению головы осла, созданию огромного количества жаб, бесконтрольным ударам молнии и другому. Для заклинаний необходимы ингредиенты, такие, как например бузина, мёд, чеснок и другое. Их можно выращивать в саду, собирать, или же покупать в новом добавленном городке Magic Town, где также располагается парк аттракционов. Там возможно купить разные магические приспособления и предметы за особую валюту — MagiCoins, которые возможно заработать, выиграв дуэль с магом, или принимая участие в магических представлениях. Тем не менее истинную магию нельзя показывать перед простыми симами, в противном случае управляемый сим нарвётся на «волшебную полицию».
При использовании магии на жилом участке сима будут появляться новые волшебные предметы, например, кристаллы или бобовые ростки. Они могут стать ингредиентами для заклинаний высшего уровня, таких, как телепортация. Некоторые волшебные предметы возможно получить, выполняя определённые квесты.

## Создание
На создание расширения и доработку игрового процесса потребовалось шесть месяцев. Разработчица дополнения Дженна Чалмерс заметила, что создавая данное дополнение, разработчики хотели опробовать пределы своих возможностей. Идея посвятить дополнение магии пришла Линдсей Макгоу, одной из продюсеров. Команда внимательно продумала, что значит быть магом для сима и определили её, как «домашнюю», наиболее пригодную для пригорода, на подобии того, что можно наблюдать в сериалах и фильмах «Моя жена меня приворожила», «Семейка Аддамс» и «Я мечтаю о Джинни». С одной стороны вместе с введением магии было необходимо сохранить юмор, с другой стороны необходимо было сохранить реалистичность и не поломать симуляцию жизни. Команда решила связать магию с современной американской культурой, например введение оживших садовых фламинго и гномов. Разработчики также заметили, что старались избегать явного сходства со вселенной Гарри Поттера.
Дженна заметила, что благодаря теме дополнения, разработчики могли «по настоящему разгуляться в своих фантазиях» и добавить много нового юмора в игру. Заклинания не линейны, если игрок не будет должным образом соблюдать условия для заклинания, это приведёт к неожиданным последствиям. Данная особенность добавляет в расширение новую динамику, «почему всё пошло не так?» и дополнительный источник юмора. Новый городок создавался в антураже парка развлечений из 1940-х годов и богемной цыганской культуры, также разработчики желали передать чувство таинственности, старины и ностальгическую атмосферу из прошлой эпохи.

## Выход
Впервые о предстоящем выходе дополнения, посвящённого магии, стало известно в начале июля 2003 года, 9 июля состоялся официальный анонс дополнения. Тогда разработчики сразу дали понять, что это последнее дополнение и прелюдия к долгожданному запуску The Sims 2. В октябре 2003 года EA Games организовала конкурс для фанатов, где призом стало создание скина победителя, четырёх его друзей и одного питомца, которые затем были добавлены в дополнение. 8 октября дополнение ушло в печать. Физическая копия дополнения также содержала в себе информацию о предстоящей игре The Sims 2.
Выход дополнения состоялся 26 октября в США, 28 октября в Бразилии и Южной Корее, 30 октября во Франции и Германии, 31 октября в Великобритании и Испании, 4 ноября в Польше, 6 ноября в Японии и 7 ноября в Дании. Также дополнение вышло 25 февраля 2004 года в США для компьютеров с операционной системой Mac OS.
В ноябре и декабре 2003 года дополнение возглавило список игр-бестселлеров для ПК, опередив Call of Duty.

## Музыка
Для дополнения Makin’ Magic была собрана компиляция музыкальных сопровождений. Это также единственное дополнение, для которого собрали уже существующие и раннее выпущенные треки без изменений, все из которых были написаны во Франции. В частности большинство композиций были уже выпущены в 90-e или начале 2000х в составе таких альбомов, как «Cirque Du Monde», «Cine Souvenirs», Love Paris, «Pataphonic Dancing» «Circus» и так далее. 
| №   | Название                                | Автор(ы)                         | жанр/звучит в?                   | Длительность |
| --- | --------------------------------------- | -------------------------------- | -------------------------------- | ------------ |
| 1.  | «Anzane 2»                              | Дэвид Грант Оле Матизен          | режим Makin’ Magic               | 2:32         |
| 2.  | «Pas Vu Pas Pris»                       | Пьер-Андре Атане                 | режим Makin’ Magic               | 1:46         |
| 3.  | «Marilu»                                | Пьер-Андре Атане                 | режим Makin’ Magic               | 1:41         |
| 4.  | «Sur Les Quais»                         | Пьер-Андре Атане                 | режим Makin’ Magic               | 1:55         |
| 5.  | «La Valse A Dédé»                       | Эрик Гемса, Доминик Вернс        | режим Makin’ Magic               | 1:47         |
| 6.  | «L'Accordéoniste»                       | Эрик Гемса, Доминик Вернс        | режим Makin’ Magic               | 2:12         |
| 7.  | «Le Grand Manège»                       | Эрик Гемса, Бернард Рабо         | режим Makin’ Magic               | 2:28         |
| 8.  | «Valsomatic»                            | Ксавье Демерляк                  | режим строительства Makin’ Magic | 1:27         |
| 9.  | «Marche Des Etoiles»                    | Пьер-Андре Атане, Паскаль Перино | режим строительства Makin’ Magic | 2:30         |
| 10. | «Via Napoli»                            | Пьер-Андре Атане, Паскаль Перино | режим строительства Makin’ Magic | 2:02         |
| 11. | «Hotel des Bains»                       | Пьер-Андре Атане                 | режим строительства Makin’ Magic | 1:56         |
| 12. | «L'autre Bal»                           | Пьер-Андре Атане                 | режим строительства Makin’ Magic | 2:58         |
| 13. | «Par La Fôret»                          | Пьер-Андре Атане                 | режим строительства Makin’ Magic | 1:57         |
| 14. | «Rue En Pente»                          | Пьер-Андре Атане                 | режим строительства Makin’ Magic | 1:33         |
| 15. | «La Nuit Enchantee - Enchanted Evening» | Жан-Мишель Бернар                | режим покупки Makin’ Magic       | 2:33         |
| 16. | «Flowers of the Thorn»                  | Брайан Питерс                    | режим покупки Makin’ Magic       | 1:23         |
| 17. | «Cafe De Montmartre»                    | Брайан Питерс                    | режим покупки Makin’ Magic       | 0:44         |
| 18. | «The Ring Master's Tang»                | Ксавье Демерляк, Флоренс Кайон   | режим покупки Makin’ Magic       | 2:15         |
| 19. | «Melancholy Compose»                    | Анджело Дебарре                  | режим покупки Makin’ Magic       | 3:33         |
| 20. | «La Ballade De Montmartre 1»            | Даниэль Джанин                   | MM Credits Mode                  | 2:55         |

## Восприятие
| Сводный рейтинг    | Сводный рейтинг |
| Агрегатор          | Оценка          |
| ------------------ | --------------- |
| GameRankings       | 78,45 %         |
| Metacritic         | 80 %            |
| Иноязычные издания |                 |
| Издание            | Оценка          |
| GameSpot           | 8 из 10         |
| GameSpy            | 80 из 100       |
| IGN                | 8,2 из 10       |

Дополнение получило преимущественно положительные оценки, средние баллы по версии агрегаторов GameRankings и Metacritic составляют 80 % и 78,45 %.
Часть критиков оставили восторженные отзывы, например представитель Worthplaying назвал Makin’ Magic достойным завершающим штрихом перед выходом The Sims 2. Дополнение поражает своей оригинальностью, но при эпот применяет проверенные тропы, использованные в «Гарри Поттере» или «Властелине Колец». В целом критик резюмировал, что последнее дополнение лучше всего сочетается с базовым геймплеем The Sims и ощущается качественной подгонкой. Редакция Game Over Online отдельно выразила восхищение тому, что дополнение вводит в The Sims инвентарь, позволяющий симам собирать валюту, ингредиенты для заклинаний и в целом назвала Makin’ Magic наряду с Unleashed самым инновационным дополнением, обязательным к опробованию игроком The Sims.
Эндрю Парк из GameSpot назвал дополнение самым масштабным из всех ранее выпущенных. Также он заметил, что расширение скорее нацелено на детскую аудиторию в сравнении с Superstar и Hot Date со своими щекотливыми социальными комментариями, предназначенными скорее для взрослых игроков. В целом Эндрю считает Makin’ Magic достойным завершением The Sims 1. Карла Харкер из GameSpy назвала дополнение самым забавным и лучшим из всех ранее выпущенных. Оно предлагает свежий взгляд на The Sims и много нового и увлекательного геймплея. Тем не менее, дополнение не предлагает какое либо улучшение качества графики базовой игры и по состоянию на 2003 год, качество графики начинает резать глаз игрока и перебивать полученное удовольствие от игры. Дополнение также оценил критик от IGN, заметив, то даже после выпуска шести дополнений, идея Makin’ Magic выглядит инновационной, а система магии и заклинаний тщательно проработана и не лишена элемента непредсказуемости. Критик охарактеризовал Makin’ Magic, как очаровательное дополнение, но резко выбивающееся на фоне предыдущих расширений и нарушающее общий тон серии, которая всегда была аллюзией на реальную жизнь. Makin’ Magic же наоборот добавляет элемент сюрреализма и фэнтези, критик подозревает, что тема для дополнения была выбрана, так как команда уже исчерпала идеи на тему повседневной жизни. Критик Surge выразил недовольство тематикой дополнения, заметив, что настоящая магия The Sims заключается в интерпретациях различных аспектов реальной жизни, а Makin’ Magic ломает данный аспект.
Сдержанный отзыв оставил критик Absolute Games, заметив, что элементы фэнтези уже были в дополнении Livin' Large, a Makin’ Magic является развитием данной идеи. Несмотря на множество новых идей и интересную систему магии, морально устаревшая графика портит всё впечатление от игры, а также режущие ухо музыкальные сопровождения, которые «пытаются косить под французский шансон». Также сдержанную рецензию оставил критик Game Revolution, назвав Makin’ Magic не самой вдохновляющей идеей, но всё таки достаточно интересной, чтобы исследовать и экспериментировать, хотя заклинания в итоге быстро надоедают. Критик Gaming Age заметил, что игроку потребуется немалое терпение, чтобы найти равновесие между практикой магии и постоянной необходимостью удовлетворять финансовые и физические потребности сима.